# Olga Doménech
Olga Doménech Morales (Sabadell, Barcelona, 21 de septiembre de 1988) es una waterpolista española que juega en el CN Terrassa de la División de Honor femenina.

## Trayectoria
Formada en las categorías inferiores del CN Sabadell ocupó la capitanía del equipo absoluto durante 10 temporadas (2009–2019) ganando todos los grandes títulos. En junio de 2019 anunció su marcha al CN Terrassa.

## Palmarés
Selección española absoluta
- 4.ª clasificada en el Campeonato de Europa de Belgrado 2006
- 8.ª clasificada en el Campeonato del Mundo de Roma 2009
- 4.ª clasificada en la Súper Final de la Liga Mundial de waterpolo 2009 disputada en Kirishi (Rusia)

Clubes
Competiciones nacionales:
- División de Honor (14): 2004, 2005, 2007, 2008, 2009, 2011, 2012, 2013, 2014, 2015, 2016, 2017, 2018 y 2019.[2]
- Copa de la Reina (13): 2004, 2005, 2008, 2009, 2010, 2011, 2012, 2013, 2014, 2015, 2017, 2018 y 2019.[3]
- Supercopa de España (10): 2009, 2010, 2011, 2012, 2013, 2014, 2015, 2016, 2017 y 2018.[4]

Competiciones internacionales:
- Copa de Europa (5): 2011,[5] 2013,[6] 2014,[7] 2016,[8] y 2019.[9]
- Supercopa de Europa (3): 2013,[10] 2014,[11] y 2016.[12]

Otras competiciones 
- Copa Cataluña (10): 2009, 2010, 2011, 2012, 2013, 2014, 2015, 2016, 2017 y 2018.